# Laura Cutina
Laura Cutina (Bucharest, 12 settembre 1968) è un'ex ginnasta rumena.
Ha fatto parte della squadra romena che vinse l'oro nel concorso a squadre a Los Angeles 1984, nella stessa edizione si classificò quinta nel concorso individuale e ottava al corpo libero.
In carriera vanta anche due argenti mondiali a Budapest 1983 e a Montreal 1985, entrambi nel concorso a squadre.

## Palmarès

### Giochi olimipici
- 1 medaglia:
  - 1 oro (concorso a squadre a Los Angeles 1984)

### Mondiali
- 2 medaglie:
  - 2 argenti (concorso a squadre a Budapest 1983 e a Montreal 1985)